# Diego Jurado
Diego Jurado, presbítero licenciado, natural de Palos. Se trasladó a las Indias, exactamente a México, donde fue beneficiado y vicario de la ciudad de Santa María de la Victoria del Puerto de Tabasco. De él sabemos que en 1626 hizo información genealógica con el fin de formar parte de la familia del Santo Oficio de México como comisario. Dicha información, aunque breve, nos aporta algunos datos sobre su familia. Era hijo de Juan Jurado Prieto y de Teresa González Vizcaíno, ambos naturales y vecinos de Palos, al igual que sus abuelos paternos (Pedro Rodríguez Quintero y Constanza Jurado Prieto) y maternos (Diego Gil y Elvira Beltrán Vizcaíno). Aparte de ello, todo aquel que deseaba acceder a un cargo público en las Indias o ingresar en el Tribunal del Santo Oficio, debía dar noticias de otros miembros de la familia y calidad de sus miembros. Por dicha información sabemos que Fray Juan Izquierdo era primo hermano de su padre, y, como antes de ser obispo, fue por seis años comisario del Santo Oficio en la ciudad de Panamá, junto a su padre que era alcalde mayor de dicho tribunal en la misma ciudad americana. Diego Jurado fue aceptado como comisario por los inquisidores según testimonio dado en Sevilla el 27 de octubre de 1626, al haber sido suficiente la información por él aportada, la cual había sido hecha en la villa de Palos.